# Onoun (ö)
Onoun är en ö i Mikronesiska federationen.   Den ligger i kommunen Onoun Municipality och delstaten Chuuk, i den västra delen av landet, 900 km väster om huvudstaden Palikir. Arean är 2,5 kvadratkilometer.
Terrängen på Onoun är mycket platt. Öns högsta punkt är 22 meter över havet. Den sträcker sig 4,1 kilometer i nord-sydlig riktning, och 2,4 kilometer i öst-västlig riktning.
Följande samhällen finns på Onoun:
- Onoun